# Économie de Maurice
L'économie de Maurice se réfère à l'activité économique de la république de Maurice. L'économie mauricienne est souvent présentée comme étant un exemple en Afrique et l'une des (ou la) plus performantes d'Afrique,,. C'est aussi une économie ayant connu une croissance de près de 5 % par an en moyenne depuis l'indépendance. Maurice est aujourd'hui dans la catégorie des pays à revenus intermédiaires élevés. Pour 2017, diverses estimations font état d'un PIB/habitant de 10 000 $ (en nominal, c'est-à-dire au taux de change entre le dollar et la roupie mauricienne) et de 20 000 $ (en parité de pouvoir d'achat, c'est-à-dire en taux de change pour que le pouvoir d'achat entre dollar et roupie soit le même, dans un taux de change sans surévaluation où sous-évaluation de la roupie).
Le secteur des services financiers représente à lui seul près de 50 % du PIB en 2017, contre 7 % pour le tourisme et 15 % pour l’industrie.

## Vue d'ensemble
En 1961, le professeur James Meade a peint un tableau sombre des perspectives économiques de l'île Maurice, qui avait alors une population de 650 000 habitants. Tous les désavantages liés à la petite taille des États insulaires pesaient lourdement dans sa conviction que Maurice était pris dans un piège malthusien et, par conséquent, si le progrès économique pouvait être atteint, ce serait dans une mesure très limitée.
Depuis l'indépendance en 1968, Maurice a évolué d'une économie basée sur l'agriculture (20 % du PIB et 60 % des recettes d'exportation proviennent alors du sucre) à une économie diversifiée à revenu intermédiaire avec des secteurs industriels, financiers et touristiques en pleine croissance.
Entre 1980 et 2010, la croissance annuelle a été de l'ordre de 5 % et le pib par habitant a triplé. Entre 2010 et 2015, la croissance a été de 3,5 % par an. Cette situation se compare très favorablement à celle d'autres pays d'Afrique subsaharienne et s'explique en grande partie par des progrès soutenus dans les conditions économiques; Entre 1977 et 2008, la croissance a été en moyenne de 4,6 % contre 2,9 % en moyenne en Afrique subsaharienne. Il est également important qu'il ait atteint ce que peu d'économies à croissance rapide obtiennent, une répartition plus équitable du revenu et l'inégalité (mesuré par le coefficient de Gini) est passé de 45,7 à 38,9 entre 1980 et 2006. Reflétée par l'augmentation de l'espérance de vie, la baisse de la mortalité infantile et une infrastructure beaucoup améliorée.

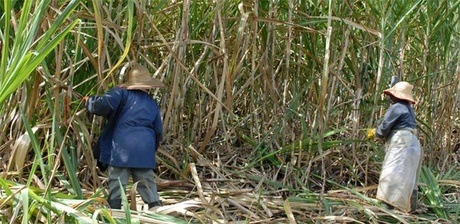
Culture de la canne à sucre.

La canne à sucre est cultivée sur environ 90 % de la surface agricole et constitue en 2016 25 % des revenus du commerce extérieur. Une sécheresse historique a cependant endommagé durement la récolte sucrière de 1999. La stratégie de développement du gouvernement est axée sur les investissements étrangers, l'expansion des institutions financières locales et la construction d'une industrie nationale de télécommunications de l'information. Maurice a attiré plus de 9 000 sociétés offshore, dont beaucoup se consacrent au commerce en Inde et en Afrique du Sud. L'investissement dans le secteur bancaire à lui seul a atteint plus d'un milliard de dollars. Les performances économiques dans la période 1991-1999 sont restées fortes, avec un taux de chômage limité.
L'Ile Maurice, avec son secteur textile solide, a été bien placée pour tirer profit de la Loi sur la croissance et les opportunités en Afrique (AGOA).
Maurice a attiré 10,98 milliards de dollars US en entrées d'investissements directs étrangers.
Les principaux secteurs qui attirent l'IED depuis Maurice (de janvier 2000 à décembre 2005) sont les équipements électriques, les télécommunications, les combustibles, le ciment et les produits de gypse et les services (financiers et non financiers). Fort d'une infrastructure légale et commerciale bien développée et d'une tradition d'entrepreneurship et de gouvernement représentatif, Maurice est l'une des démocraties les plus prospères du monde en développement. L'économie a montré un degré considérable de résilience, et un environnement déjà propice à l'activité entrepreneuriale dynamique a progressé vers la liberté économique (Maurice est classé au 21e rang mondial en 2017 à l'indice de liberté économique et à la première place pour l'Afrique). Les avantages institutionnels de l'île sont perceptibles. Un code d'investissement et un système juridique transparents et bien définis ont fait du climat d'investissement étranger à l'île Maurice l'un des meilleurs de la région. La fiscalité est compétitive et efficace. L'économie est de plus en plus diversifiée, avec une importante activité du secteur privé dans le secteur du sucre, du tourisme, des zones de transformation économique et des services financiers, en particulier dans les entreprises offshore. Le gouvernement tente de moderniser les industries du sucre et du textile qui, dans le passé, dépendaient trop des préférences commerciales, tout en favorisant la diversification dans des domaines tels que les technologies de l'information et des communications, les services financiers et commerciaux, la transformation et l'exportation des produits de la mer et les zones franches. L'agriculture et l'industrie sont devenues moins importantes pour l'économie, et les services, en particulier le tourisme, ont représenté plus de 72 % du PIB. Le gouvernement est toujours propriétaire des services publics et contrôle les importations de riz, de farine, de produits pétroliers et de ciment.
Au niveau des services, il y a une trentaine de centre d'appel à Maurice. Le gouvernement mauricien a investi dans la construction du quartier Ebene Cybercity afin de promouvoir le développement de BPO et plus généralement des NTIC. En effet, alors que le secteur textile est très fortement concurrencé par la Chine et l'Inde et que le secteur sucrier est fortement pénalisé par la baisse des cours du sucre à l'échelle internationale, le secteur des services apparaît comme une des issues qui permettrait de continuer la modernisation du pays.
L'île Maurice a toujours dépendu des flux financiers extérieurs, tels que les recettes touristiques, les financements offshore et l'aide étrangère.

## Les clés de la réussite
Les récents rapports sur les progrès réalisés par l'Overseas Development Institute sur les Objectifs du Millénaire pour le développement indiquent cinq raisons essentielles de la réussite économique :
- Une bonne stabilité politique avec des institutions solides et inclusives
- Libéralisation et diversification hétérodoxes
- Stratégie concertée de construction nationale
- Des niveaux élevés d'investissement public équitable
- Une bonne réactivité à la conjoncture

### Une bonne stabilité politique avec des institutions solides et inclusives
Une bonne stabilité politique et des institutions solides sont essentielles pour assurer la compétitivité, la résilience économique et la stabilité globale du pays. Seewoosagur Ramgoolam, premier ministre de 1961 à 1982, a contribué à cette stabilité. Les institutions ont appuyé des stratégies de développement et veillé à ce que les recettes d'exportation soient réinvesties dans les secteurs stratégiques et productifs. Dans le secteur financier, elles ont construit un système bancaire et financier réglementé et bien capitalisé qui le protégeait des actifs toxiques avant la crise financière mondiale de 2008 .

#### Loi sur la corruption
En 2002, le gouvernement a adopté la loi sur la prévention de la corruption, qui a conduit à la mise en place d'une commission indépendante contre la corruption quelques mois plus tard. L'ICAC a le pouvoir de détecter et d'enquêter sur les infractions de corruption et de blanchiment d'argent et peut également confisquer les produits de la corruption et du blanchiment d'argent. La corruption n'est pas considérée comme un obstacle à l'investissement étranger direct. Maurice est classée 45e sur 168 pays dans l'indice de perception de la corruption de Transparency International pour 2015. Maurice est l'un des pays les moins corrompus d'Afrique.

### Libéralisation et diversification hétérodoxes

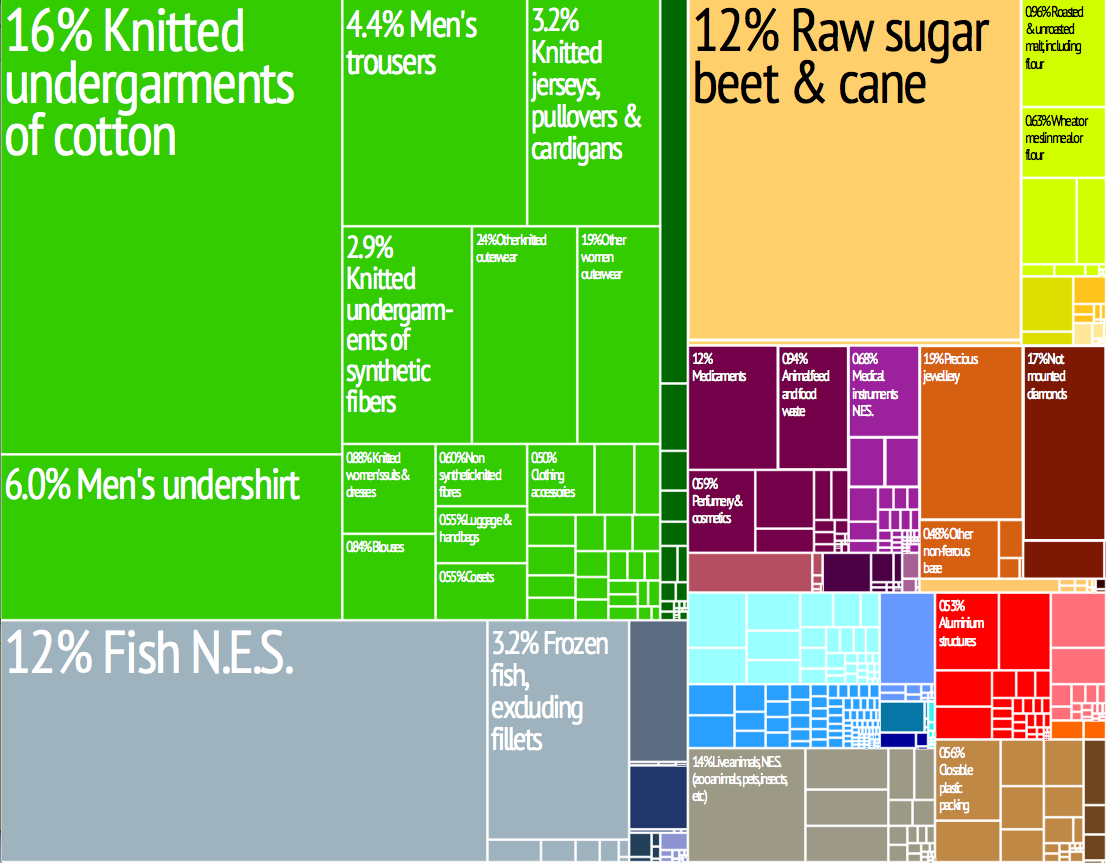
Représentation graphique des exportations de produits de Maurice dans 28 catégories codées par couleur.

Maurice a suivi une stratégie pragmatique de développement dans laquelle le processus de libéralisation a été séquencé et adapté à ses avantages et ses faiblesses concurrentielles. L'approche axée sur les exportations a favorisé la libéralisation, appuyée par une forte participation de l'État en tant que facilitateur (de l'environnement propice au secteur privé); Comme opérateur (pour encourager la concurrence); Et comme régulateur (pour protéger l'économie ainsi que les groupes vulnérables et les secteurs contre les chocs). Les stratégies étaient fondées sur des données probantes et adaptées en fonction des résultats. Il y a eu cohérence et stabilité, quel que soit le parti politique au pouvoir.
La libéralisation s'est produite dans des phases qui ont été lancées pour tirer parti des avantages dont l'économie jouissait sur le marché international.
- Années 1970: Maurice tire profit des loyers du sucre, établit une zone franche d'exportation (ZFE) et réussit à attirer des capitaux et des investissements étrangers dans la fabrication.
- Années 1980 à 1990: la zone franche d'exportation s'est élargie et a entraîné une augmentation significative de l'investissement étranger direct (IED) et du tourisme. L'accès préférentiel aux marchés du sucre et de l'habillement s'est élevé à 7 % du PIB dans les années 1980 et à 4,5 % dans les années 1990, les capitaux et les comptes courants ont été libéralisés, contribuant à un boom de l'investissement et de l'emploi.
- 1990-2010: Diversification, libéralisation et investissement.

### Stratégie concertée de la construction nationale
Une stratégie concertée de construction nationale depuis l'Indépendance a créé les bases d'une croissance soutenue. Les partenariats entre les groupes ethniques ont permis la négociation de la redistribution économique et le meilleur équilibre économique et politique qui en a résulté a permis des institutions fortes et indépendantes. Le système politique émergeant a encouragé une approche consultative à la formation de politique qui a permis des stratégies pour la croissance être continuée indépendamment des changements dans les partis au pouvoir.

### Niveaux élevés de l'investissement public équitable
Maurice dispose d'une solide base de capital humain développée grâce à un investissement cohérent et équitable dans le développement humain. Cela a permis à Maurice d'exploiter les avantages, d'apprendre des expertises apportées par l'IDE et de maintenir la compétitivité sur un marché international en pleine évolution. Les services d'éducation et de santé sont gratuits et ont été élargis ces dernières années, afin de créer de nouvelles possibilités d'emploi et d'assurer une croissance inclusive. La main-d'œuvre instruite et adaptable était un élément essentiel de la croissance orientée vers l'exportation des années 1980. Environ 90 % des entrepreneurs de la zone franche industrielle (EPZ) et du secteur manufacturier étaient des Mauriciens, les hommes d'affaires disposant du capital humain, de l'éducation et des connaissances nécessaires pour exploiter les débouchés. Selon le gouvernement de Dubaï, les perspectives générales pour le secteur manufacturier sont positives, car le pays offre de nombreuses opportunités aux entrepreneurs dans les différentes chaînes de valeur, mais une main-d'œuvre qualifiée insuffisante et une recherche et un développement limités resteront des obstacles à une croissance potentiellement plus élevée dans ce secteur.

### Réactivité à la conjoncture
Au milieu des années 2000, Maurice a dû faire face à une nouvelle crise : la fin de l’accord multifibres le 1er janvier 2005 et la fin du protocole de sucre de l’UE en septembre 2009, ce qui a entraîné la chute des prix à l’exportation du sucre de 36 %. Il s‘est ensuivi une chute de 3,5 % de la croissance du PIB en 2006 et une augmentation du taux de chômage de 9,5 % en septembre 2006. Autant de problèmes qui ont incité le gouvernement à agir. Ainsi, en juin 2006, 40 mesures de réforme, fruits de larges consultations avec tous les secteurs de l’économie, ont été annoncées. Ces réformes visaient à réduire rapidement le chômage, aider l’économie à faire face au choc du sucre, et retrouver le chemin de la forte croissance à laquelle les Mauriciens étaient habitués.
L’environnement des affaires a encore été clarifié et simplifié. En trois ans, le taux d’imposition pour les entreprises et les particuliers a été réduit (15 % en 2008) avec des incitations additives. L’économie a été ouverte aux non-citoyens en assouplissant les conditions d’entrée pour les investisseurs, générant 3 millions de roupies (Rs) par an de chiffre d’affaires annuel ; aux professionnels qui gagnent plus de 30 000 Rs par mois ; aux travailleurs indépendants générant des revenus de 600 000 Rs par an ; et aux retraités apportant 40,000 $ par an. Les lois sur l’immigration ont été modifiées pour donner à ces personnes le droit de séjour trois jours seulement après le dépôt de leurs demandes.
De même, les tarifs à l’importation ont été considérablement réduits. Le tarif moyen actuel est de 1 %. Le tourisme, les TIC, les services bancaires offshore et les services financiers, les soins médicaux de haute qualité, et les stations intégrées sont désormais parmi les piliers du développement continu de Maurice. Les non-citoyens qui achètent des résidences d’au moins 500 000 $ dans des zones de villégiature intégrées ont reçu le statut de résident pour eux-mêmes et leurs familles. Ces changements illustrent les réformes imaginatives que Maurice a mises en place.
Bref, le gouvernement mauricien continue de suivre les politiques génératrices de croissance fondées sur le maintien d’un environnement des affaires favorable à l’investissement. L’ouverture alliée à la qualité institutionnelle a donc été le secret du formidable progrès de l’Île Maurice.

## Services financiers
En 2016, plus de 70 % du PIB provient du secteur tertiaire, dont les services financiers font partie.
Le système fiscal mauricien est connu pour être l'un des plus légers au monde. Maurice est en effet considérée comme un paradis fiscal et a signé avec de nombreux pays africains des conventions de non double imposition. Or, des failles dans ces conventions permettent à des multinationales installées à Maurice de ne pas payer d'impôts, privant des pays africains de recettes fiscales dont ils ont besoin. Maurice compte plus de 20 000 sociétés offshore. Ce système permet aussi la circulation de fonds d’origine frauduleuse ou criminelle.
Maurice fournit un environnement pour les banques, les compagnies d'assurance et de réassurance, les gestionnaires d'assurances captives, les sociétés commerciales, les propriétaires ou gestionnaires de navires, les gestionnaires de fonds et les professionnels pour mener leurs affaires internationales. La réussite économique des années 1980 a engendré la croissance rapide du secteur des services financiers à Maurice. Les types suivants d'activités offshore peuvent être menés à Maurice :
- Services bancaires offshore
- Assurance Offshore
- Gestion des fonds extraterritoriaux
- Services Financiers Internationaux
- Siège opérationnel
- Services de conseil international
- Expédition et gestion des navires
- Financement et location d'aéronefs
- Licences internationales et franchises
- Services informatiques internationaux et services de technologie de l'information
- Fonds de pension offshore
- Commerce International
- Gestion des actifs internationaux
- Services d'emploi internationaux

L'île est un carrefour important des flux de capitaux vers l'Inde : ainsi selon les années Maurice est le premier ou le second (derrière Singapour) investisseur en Inde. Ces capitaux ne viennent pas des mauriciens eux-mêmes mais d'entreprises ou de particuliers passant par l'île pour investir en Inde.
En juillet 2019, les Mauritius Leaks révèlent que des traités de non-double imposition signés entre Maurice et des pays africains ont privé - sur une période totale d'une vingtaine d'années - en tout une vingtaine de milliards de dollars en impôt aux pays signataires.

## Entreprises de l'île Maurice
- Air Mauritius
- Catovair
- Data Communications Ltd
- Groupe Ciel
- Execom
- Ireland Blyth Limited
- Mauritius Telecom
- Phoenix Beverages Group
- Rogers
- Universal Breweries Ltd
- ProContact Ltd